# Quamtana vidal
Quamtana vidal là một loài nhện trong họ Pholcidae. Loài này được phát hiện ở Zuid-châu Phi.